# Wapen van As

Het wapen van de Belgische gemeente As

Het wapen van As werd op 16 september 1988 bij Ministerieel besluit aan de Limburgse gemeente As toegekend.

## Beschrijving
De blazoenering luidt als volgt:
In  zilver een geplante boom van sinopel, vergezeld van links een hert van keel klimmend tegen de stam. Het schild geplaatst voor een Sint-Amor houdende in de rechterhand een pelgrimstaf en op de linkerhand een kerk, het geheel van goud.
De heraldische kleuren zijn: goud (geel), keel (rood), sinopel (groen) en zilver.

## Symboliek
De schildhouder is Sint-Amor, en slaat op het Sint-Amorshof. Dit cijnshofje was in de 16e en 17e eeuw in bezit van de abdij van Munsterbilzen. Het schild verwijst ten slotte naar het wapen van de familie Saren, zij waren de laatste pandheren van As. De laatste pandheer was Michaël Henri de Saeren hij overleed in 1826.